# Rediu (okręg Kluż)
Rediu – wieś w Rumunii, w okręgu Kluż, w gminie Aiton. W 2011 roku liczyła 479 mieszkańców.